# 2190 Coubertin
2190 Coubertin هو كويكب، يقع ضمن حزام الكويكبات. اكتشف في 2 أبريل 1976.

## روابط خارجية
- 2190 Coubertin في قاعدة بيانات مختبر الدفع النفاث لأجرام النظام الشمسي الصغيرة

- الاكتشاف · مخطط المدار ·  العناصر المدارية · المعلمات المادية

- 2190 Coubertin على موقع ويكي سكاي: DSS2, SDSS, GALEX, IRAS, Hydrogen α, X-Ray, Astrophoto, Sky Map, Articles and images